# Varadin
Varadin es un pueblo ubicado en la municipalidad de Medveđa, en el distrito de Jablanica, Serbia.

## Superficie
Posee una superficie de 13,64 kilómetros cuadrados.

## Demografía
Hasta 2011 la población era de 70 habitantes, con una densidad de población de 5,131 habitantes por kilómetro cuadrado.